# العلاقات المغربية البولندية
العلاقات المغربية البولندية هي العلاقات الثنائية التي تجمع بين المغرب وبولندا.

## مقارنة بين البلدين
هذه مقارنة عامة ومرجعية للدولتين:
| وجه المقارنة                                              | المغرب                                 | بولندا                                                                             |
| --------------------------------------------------------- | -------------------------------------- | ---------------------------------------------------------------------------------- |
| المساحة (كم2)                                             | 710.85 ألف                             | 312.68 ألف                                                                         |
| عدد السكان (نسمة)                                         | 36.07 مليون                            | 38.43 مليون                                                                        |
| الكثافة السكانية (ن./كم²)                                 | 50.74                                  | 122.91                                                                             |
| العاصمة                                                   | الرباط                                 | وارسو                                                                              |
| اللغة الرسمية                                             | اللغة العربية، أمازيغية معيارية مغربية | اللغة البولندية                                                                    |
| العملة                                                    | درهم مغربي                             | زلوتي بولندي                                                                       |
| الناتج المحلي الإجمالي (بليون دولار)                      | 109.14 مليار                           | 524.51 مليار                                                                       |
| الناتج المحلي الإجمالي (تعادل القوة الشرائية) بليون دولار | 274.06 مليار                           | 1.02 تريليون                                                                       |
| الناتج المحلي الإجمالي الاسمي للفرد دولار أمريكي          | 2.88 ألف                               | 12.55 ألف                                                                          |
| الناتج المحلي الإجمالي للفرد دولار أمريكي                 | 7.49 ألف                               | 26.14 ألف                                                                          |
| مؤشر التنمية البشرية                                      | 0.628                                  | 0.843                                                                              |
| رمز المكالمات الدولي                                      | +212                                   | +48                                                                                |
| رمز الإنترنت                                              | .ma                                    | .pl                                                                                |
| المنطقة الزمنية                                           | ت ع م+01:00                            | توقيت وسط أوروبا، ت ع م+01:00، ت ع م+02:00، أوروبا/وارسو ‏، توقيت وسط أوروبا الصيفي |

## مدن متوأمة
في ما يلي قائمة باتفاقيات التوأمة بين مدن مغربية وبولندية:
- ترتبط فاس مع كراكوف باتفاقية توأمة منذ 2003.[13][13][13][13]
- ترتبط الدار البيضاء مع سوسنوفييتس باتفاقية توأمة منذ 1986.

## منظمات دولية مشتركة
يشترك البلدان في عضوية مجموعة من المنظمات الدولية، منها:
| علم المنظمة | اسم المنظمة                        | تاريخ انضمام المغرب | تاريخ انضمام بولندا |
| ----------- | ---------------------------------- | ------------------- | ------------------- |
|             | وكالة ضمان الاستثمار متعدد الأطراف | 17 سبتمبر 1992      | 29 يونيو 1990       |
|             | منظمة الشرطة الجنائية الدولية      | ?                   | ?                   |
|             | منظمة حظر الأسلحة الكيميائية       | ?                   | ?                   |
|             | منظمة التجارة العالمية             | 1995                | 1 يوليو 1995        |
|             | الفريق المعني برصد الأرض           | ?                   | ?                   |
|             | الأمم المتحدة                      | 12 نوفمبر 1956      | 24 أكتوبر 1945      |
|             | مؤسسة التمويل الدولية              | 30 أغسطس 1962       | 29 ديسمبر 1987      |
|             | يونسكو                             | 7 نوفمبر 1956       | 6 نوفمبر 1946       |
|             | مؤسسة التنمية الدولية              | 29 ديسمبر 1960      | 28 أكتوبر 1960      |
|             | البنك الدولي للإنشاء والتعمير      | 25 أبريل 1958       | 27 يونيو 1986       |
|             | المنظمة الهيدروغرافية الدولية      | ?                   | ?                   |
|             | الاتحاد البريدي العالمي            | ?                   | 1 مايو 1919         |
|             | الاتحاد الدولي للاتصالات           | 1 نوفمبر 1956       | 1921                |

## وصلات خارجية
- موقع وزارة الخارجية المغربية
- موقع وزارة الخارجية البولندية